# Rondibilis lineaticollis
Rondibilis lineaticollis är en skalbaggsart som först beskrevs av Maurice Pic 1922.  Rondibilis lineaticollis ingår i släktet Rondibilis och familjen långhorningar.
Artens utbredningsområde är Laos. Inga underarter finns listade i Catalogue of Life.